# Jonathan Partington
Jonathan Richard Partington (né le 4 février 1955) est un mathématicien britannique qui est professeur émérite de mathématiques pures à l'université de Leeds.

## Biographie
Il fait ses études à la Gresham's School, Holt, et au Trinity College, Cambridge, où il termine sa thèse de doctorat intitulée "Numerical ranges and the Geometry of Banach Spaces" sous la direction de Béla Bollobás.
Partington travaille dans le domaine de l'analyse fonctionnelle, parfois appliquée à la théorie du contrôle, et est l'auteur de plusieurs livres dans ce domaine. Il est auparavant rédacteur en chef du Journal of the London Mathematical Society, poste qu'il occupe conjointement avec son collègue de Leeds John Truss (en).
En dehors des mathématiques, il lance la March March March, une marche annuelle commençant à March, Cambridgeshire. Il est également connu comme écrivain ou co-auteur de certains des premiers jeux informatiques textuels britanniques, notamment Acheton, Hamil, Murdac, Avon, Fyleet, Crobe, Sangraal et SpySnatcher, qui ont vu le jour sur le système informatique Phoenix à le laboratoire informatique de l'Université de Cambridge.

## Livres
- Jonathan R. Partington, An Introduction to Hankel Operators, Cambridge University Press, 24 février 1989 (ISBN 978-0-521-36611-3, DOI 10.1017/cbo9780511623769)
- Jonathan R. Partington, Interpolation, identification, and sampling, Clarendon Press, 1997 (ISBN 0-19-850024-6, OCLC 36681729)
- Jonathan R. Partington, Linear Operators and Linear Systems, Cambridge University Press, 15 mars 2004 (ISBN 978-0-521-83734-7, DOI 10.1017/cbo9780511616693)
- Isabelle Chalendar et Jonathan R. Partington, Modern Approaches to the Invariant-Subspace Problem, Cambridge University Press, 18 août 2011 (ISBN 978-0-511-86243-4, DOI 10.1017/cbo9780511862434)